# Liste der Baudenkmäler in Holzheim (bei Neu-Ulm)
Auf dieser Seite sind die Baudenkmäler in der schwäbischen Gemeinde Holzheim zusammengestellt. Diese Tabelle ist eine Teilliste der Liste der Baudenkmäler in Bayern. Grundlage ist die Bayerische Denkmalliste, die auf Basis des Bayerischen Denkmalschutzgesetzes vom 1. Oktober 1973 erstmals erstellt wurde und seither durch das Bayerische Landesamt für Denkmalpflege geführt wird. Die folgenden Angaben ersetzen nicht die rechtsverbindliche Auskunft der Denkmalschutzbehörde.
 Diese Liste gibt den Fortschreibungsstand vom 13. Oktober 2013 wieder und enthält 5 Baudenkmäler.

## Baudenkmäler nach Ortsteilen

### Holzheim
| Lage                                  | Objekt                                     | Beschreibung | Akten-Nr.             | Bild           |
| ------------------------------------- | ------------------------------------------ | --- | --------------------- | -------------- |
| Bei Raiffeisenstraße 40 (Standort)    | Bildstock                                  | mit vier segmentbogigen Nischen, 18. Jahrhundert. | D-7-75-126-5 Wikidata | weitere Bilder |
| Bei Kadeltshofer Straße 22 (Standort) | Feldkapelle                                | schlichter Satteldachbau, 1. Hälfte 19. Jahrhundert; mit Ausstattung | D-7-75-126-4 Wikidata | weitere Bilder |
| Kirchstraße 10 (Standort)             | Katholische Pfarrkirche St. Peter und Paul | Saalbau mit eingezogenem Polygonalchor und Turm im nördlichen Winkel, von Hans Hägelin, frühes 16. Jahrhundert, im Chor bezeichnet 1519, südliches Seitenschiff und Erweiterung nach Westen 1980 ff.; mit Ausstattung | D-7-75-126-1 Wikidata | weitere Bilder |
| Kirchstraße 10 (Standort)             | Friedhof                                   | zugehörig, Ummauerung mit drei klassizistischen Portalen, um 1792 | D-7-75-126-1 Wikidata | weitere Bilder |
| Neuhauser Straße 4 (Standort)         | Gasthaus                                   | zweigeschossiger Satteldachbau, 18. Jahrhundert. | D-7-75-126-3 Wikidata | weitere Bilder |

### Neuhausen
| Lage                  | Objekt              | Beschreibung                                                       | Akten-Nr.             | Bild           |
| --------------------- | ------------------- | ------------------------------------------------------------------ | --------------------- | -------------- |
| Tannenwald (Standort) | Burgruine Neuhausen | Auf dem Burghügel zylindrischer Turm, wohl spätes 15. Jahrhundert. | D-7-75-126-6 Wikidata | weitere Bilder |